# Адвинкула, Луис
Луи́с Хан Пьерс Адви́нкула Кастрильо́н (исп. Luis Jan Piers Advíncula Castrillón; 2 марта 1990, Чинча-Альта) — перуанский футболист, защитник клуба «Бока Хуниорс» и сборной Перу.

## Клубная карьера
Родился 2 марта 1990 года в городе Чинча-Альта. Воспитанник юношеских команд футбольных клубов «Депортиво Ана», «Эстер Грандэ Бентин» и «Хуан Аурич».
Во взрослом футболе дебютировал в 2009 году выступлениями за команду клуба «Хуан Аурич», в которой провёл один сезон, приняв участие в 31 матче чемпионата. Большую часть времени, проведённого в составе «Хуан Аурича», был основным игроком команды.
Своей игрой за эту команду привлёк внимание представителей тренерского штаба клуба «Спортинг Кристал», к составу которого присоединился в 2010 году. Сыграл за команду из Лимы следующие три сезона своей игровой карьеры. Играя в составе «Спортинг Кристала» выходил на поле в основном составе команды, а в последнем сезоне помог её стать чемпионом Перу.
21 июля 2012 года подписал контракт с симферопольской «Таврией», однако уже в августе отправился на правах аренды обратно в «Спортинг Кристал».
После завершения аренды, 5 января 2013 года, подписал контракт с немецким клубом «Хоффенхайм 1899», однако закрепиться в его составе не смог, сыграв до конца сезона лишь два матча в чемпионате.
С лета 2013 года играл в аренде в таких клубах, как «Понте-Прета», «Спортинг Кристал» и «Витория» (Сетубал).
Летом 2015 года перешёл в турецкий «Бурсаспор».
В 2018 году Адвинкула стал самым быстрым футболистом в мире. В игре против клуба «Лобос» он развил скорость до 36,15 км/час, побив рекорд Гарета Бэйла, который разогнался до 35,7 км/час.

## Выступления за сборную
В 2009 году сыграл два матча за молодёжную сборную.
4 сентября 2010 года дебютировал в официальных матчах в составе национальной сборной Перу в товарищеской игре со сборной Канады.
В составе сборной был участником розыгрыша Кубка Америки 2011 года в Аргентине, где вместе с командой завоевал бронзовые награды.

## Титул и достижения
- Чемпион Перу (1): 2012
- Обладатель Кубка Аргентины (1): 2019/20[8]
- Серебряный призёр Кубка Америки (1): 2019
- Бронзовый призёр Кубка Америки (1): 2011, 2015